# Затируха
Затиру́ха (зати́рка) — белорусское и русское блюдо, суп с лапшой ручного приготовления. Разновидность мучного супа. Название происходит от глагола «тереть», «затирать». Существует предание о происхождении блюда. Работница в богатом доме после замешивания теста для хлеба не мыла руки и так возвращалась к себе домой, где она тёрла ладони друг о друга, а получившиеся катышки теста отваривала, чтобы прокормить своих детей.

## Приготовление
Ладони рук опускаются во взбитое яйцо, молоко или воду. Затем в муку. После этого трутся друг о друга над тарелкой. Получившиеся катышки теста отвариваются в бульоне, молоке или воде. Другие ингредиенты: картофель, пассеровка из лука и моркови, зелёный лук, петрушка, укроп, лавровый лист, чёрный перец. Существует множество рецептов затирух, на мясном, постном, грибном бульоне. Также с ней готовят и молочный суп.